# جون کوکوبو
جون کوکوبو (انگلیسی: Jun Kokubo؛ زادهٔ ۸ سپتامبر ۱۹۸۰) بازیکن فوتبال اهل ژاپن است.